# Any Fule Kno That
«Any Fule Kno That» es la primera canción del álbum Abandon de Deep Purple. El vocalista Ian Gillan toma un planteamiento para cada palabra dicha en la canción, comparable al rap. También es una de las raras ocasiones en que sus letras son explícitas, en este caso utilizando la palabra «mierda». La inusual ortografía del título proviene de los libros de Nigel Molesworth.

## Personal
- Ian Gillan - vocalista
- Steve Morse - guitarra
- Roger Glover - bajo
- Jon Lord -  órgano
- Ian Paice - batería